# Municipalna korporacija
Municipalna korporacija je zakonski pojam za tijelo lokalne samouprave koje uključuje, a nije ograničeno samo na gradove, okruge, mjesta, općinama, općinama s poveljom, sela i varoše (city, county, town, township, charter township, village, borough). Ovaj koncept municipalne korporacije kao koncept zadržao u lokalnoj samoupravi u Ujedinjenom Kraljevstvu, kao i nekim bivšim britanskim krunskim kolonijama poput SAD-a, Indije i Kanade. U Ujedinjenom Kraljevstvu, municipalne korporacije su rijetke tako samo postoje Korporacija Grada Londona i Korporacije Laugharne. Češći obilk organiziranja lokalne samouprave jest kroz municipalne povelje

## Municipalne povelje
Da bi se moglo stvoriti novo samoupravno tijelo, potrebno je zadovoljavati kriterije koje su ispisane u zakoniku države ili pokrajine u kojoj se stvara novo samoupravno tijelo tijelo. Prvi kriterij jest provođenje lokalnog referenduma. Ako su uvjeti zadvololjeni čin stvaranja novog tijela lokalne samouprave započinje kroz deklaraciju municipalne povelje od strane: krune, države ili pokrajinske vlade. U monarhijama povelje daje monarh odnosno kruna (kraljevska povelja) odnosno državne vlasti u ime Krune. U federacijama, davanje povelja može biti unutar pravne nadležnosti niže razine lokalne samouprave kao što je savezna država ili pokrajina.

## Etimologija
Povelja o proglašenju gradom je zakonska isprava kojom se uspostavlja municipalitet kao što je grad (urbs) ili trgovište (oppidum) odnosno mjesto. Koncept je razvijen u Europi u srednjem vijeku. Smatra ga se municipalnom inačicom ustava. U povijesti je takva je povelja za neko naselje i njegove stanovnike značilo dobiti gradska prava u feudalnom sustavu. Stanovnici tih naselja koja su dobila povelju bili su građani za razliku od kmetova koji su živjeli na selima. Gradovi su često bili slobodni u smislu da ih je neposredno štitio vladar i nisu bili dijelom feudalnog lena.